# RMS Aquitania
O RMS Aquitania foi um navio de passageiros britânico operado pela Cunard Line e construído pelos estaleiros da John Brown & Company. Foi o terceiro transatlântico gigante da companhia depois de seus irmãos RMS Lusitania e RMS Mauretania, sendo o maior e mais luxuoso dos três, porém também o mais lento. O Aquitania teve sua construção iniciada em junho de 1911 e começou seu serviço em maio de 1914, conseguindo completar seis viagens comerciais antes do início da Primeira Guerra Mundial. Durante o conflito a embarcação foi convertida em um navio hospital para servir na Campanha de Galípoli e depois em um navio de transporte de tropas até 1919.
Ele voltou ao serviço comercial em 1920, atuando como o principal navio da Cunard ao lado do Mauretania e do RMS Berengaria. O Aquitania acabou se tornando uma das embarcações mais populares do Atlântico, recebendo o apelido de "Navio Lindo". Sua popularidade fez com que conseguisse continuar ativo mesmo depois da fusão da Cunard em 1934 com sua antiga rival a White Star Line, quando muitos navios foram aposentados por serem considerados excedentes. Sua substituição acabou prevista para 1940 depois do lançamento do RMS Queen Elizabeth.
O início da Segunda Guerra Mundial em 1939 prorrogou sua vida. O Aquitania foi novamente convertido em navio de transporte de tropas e continuou no serviço militar até 1947, transportando em média três mil soldados por viagem para os campos de batalha na Europa e posteriormente de volta para suas casas na Oceania e Canadá. O Aquitania encerrou sua carreira transportando imigrantes canadenses, porém estava velho e em péssimo estado e a Junta Comercial britânica o julgou como obsoleto. Ele foi tirado do serviço em 1949 e desmontado no ano seguinte.

## Antecedentes
A ideia do Aquitania nasceu da rivalidade entre as companhias britânicas Cunard Line e White Star Line, que competiam desde o início do século XX pelos maiores e melhores navios de passageiros do mundo. A Cunard havia saído na frente com o RMS Lusitania e o RMS Mauretania, enquanto a White Star respondeu com a Classe Olympic: RMS Olympic, RMS Titanic e RMS Gigantic (posteriormente renomeado para HMHS Britannic). Estes eram trinta metros maiores em comprimento e bem mais luxuosos, porém mais lentos. Os dois navios da Cunard entraram em serviço em 1907 e rapidamente estabeleceram novos recordes de velocidade, ambos vencendo a Flâmula Azul de travessia transatlântica mais rápida. Os navios da White Star não haviam sido construídos para se impor em velocidade, porém concentraram-se em luxo e regularidade. Por sua vez, o Lusitania e o Mauretania não eram capazes de manter um serviço regular entre Europa e América do Norte.
Para cobrir o buraco, os executivos da Cunard começaram a pensar em 1910 sobre um terceiro navio no mesmo perfil que os predecessores. Vários projetos evoluíram ao longo do ano para determinar as principais características da embarcação e sua velocidade, que ficou estabelecida em 23 nós aos invés dos 25 do Lusitania e Mauretania. A empresa começou uma campanha em julho a fim de determinar qual estaleiro construiria o novo navio, no fim escolhendo a John Brown & Company da Escócia, os mesmos construtores do Lusitania. A encomenda foi realizada em dezembro de 1910 e o nome Aquitania foi escolhido em 19 de janeiro do ano seguinte, dando continuidade à precedência da companhia de nomear suas embarcações em homenagem a antigas províncias romanas. O contrato oficial da Cunard com a John Brown foi assinado uma semana depois.

## Construção

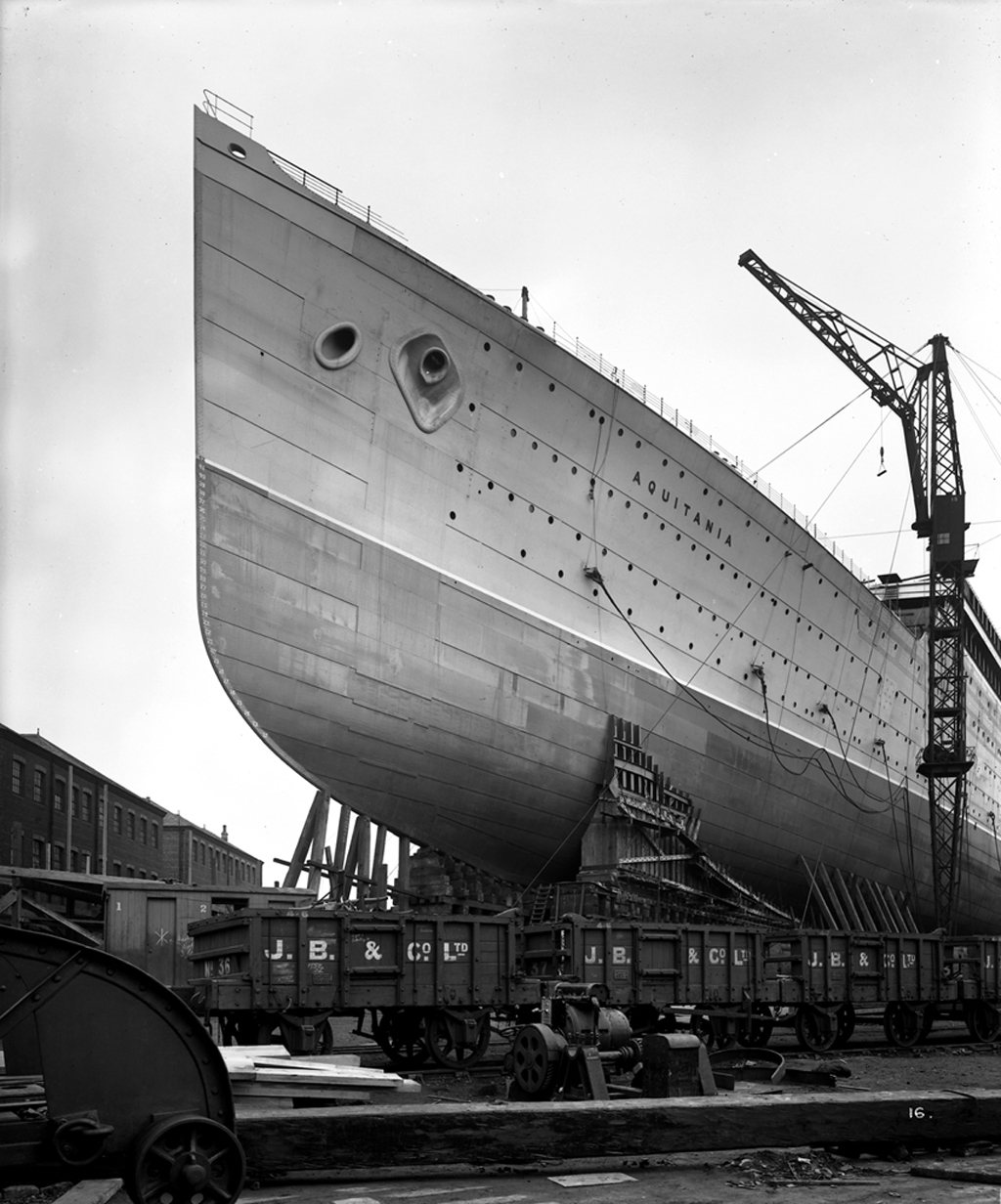
O Aquitania em construção, 1913.

O projeto geral foi realizado pelo engenheiro naval Leonard Peskett. Os planos originais eram para uma embarcação quarenta metros maior que seus dois predecessores. A tonelagem permaneceu ligeiramente menor que a do Olympic, porém o deslocamento do Aquitania ficou um pouco mais elevado. O batimento da quilha ocorreu em junho de 1911 e ao mesmo tempo Peskett embarcou na viagem inaugural do Olympic a fim de observar seu rival e tirar ideias que pudessem também ser aplicadas em seu navio. Ele ainda estava em construção quando o Titanic afundou em abril de 1912, com a Cunard e a John Brown centrando os projetos na segurança da embarcação; a construção não foi muito afetada pelo desastre, indicando que possivelmente os planos originais já incorporavam botes salva-vidas para todos a bordo ou já tinham abertura para sua colocação, além de possuir anteparas à prova d'água que permitiam a flutuação com até cinco compartimentos inundados. O casco duplo também foi particularmente destacado em anúncios como uma medida de segurança extra, que muitas vezes falavam de "um navio dentro de um navio".
A armação do casco foi completada no início de 1913 e o Aquitania foi lançado ao mar em 21 de abril, sendo batizado por Alice Stanley, Condessa de Derby. Ele logo em seguida foi levado para uma doca seca e pelos treze meses seguintes passou por seu processo de equipagem, em que todas as instalações, decorações e equipamentos foram colocados no lugar. Os trabalhos internos foram coordenados por Arthur Joseph Davis e auxiliados por Charles Mewès, que ao mesmo tempo estava trabalhando nos navios alemães SS Imperator, SS Vaterland e SS Bismarck da Hamburg-Amerika Linie. Sob Davis funcionava uma grande equipe de decoradores e artesãos. Os custos das decorações ultrapassaram as estimativas iniciais, ao contrário do que havia acontecido no Mauretania, com os móveis custando mais do que as próprias decorações, forçando uma simplificação do estilo arquitetônico.
Quando os trabalhos de equipagem terminaram, o navio deixou a John Brown em 10 de maio de 1914 para seus testes marítimos. Os testes acabaram superando as expectativas dos executivos da Cunard, com o Aquitania também conseguindo alcançar a velocidade máxima desejada. A embarcação entrou no rio Mersey em 14 de maio e permaneceu no porto de Liverpool durante duas semanas, período em que passou por uma última grande limpeza e acabamento antes de sua viagem inaugural.

## Características

### Aspectos técnicos

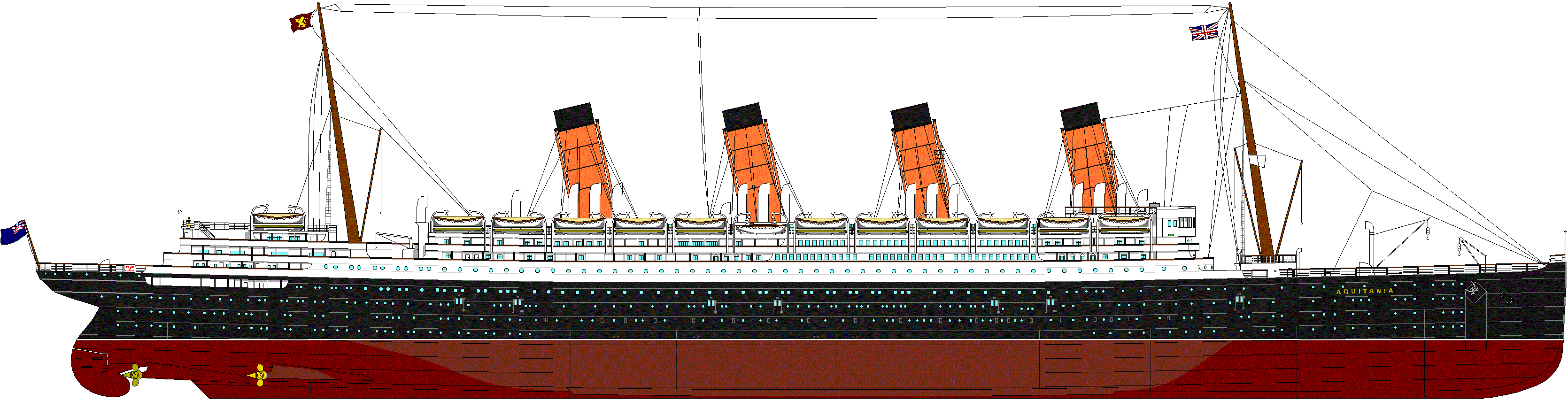
Visão longitudinal do Aquitania.

O Aquitania tinha 274,6 metros de comprimento por 29,6 de altura, sendo o maior navio de passageiros britânico na época e superando as embarcações da classe Olympic por alguns metros. Entretanto, sua tonelagem de 45 647 toneladas era um pouco inferior do que seus rivais. Foi também o primeiro navio da Cunard a ultrapassar a simbólica marca de novecentos pés de comprimento. A concorrência era grande sobre este aspecto, tanto que quando a HAPAG descobriu sobre essa realização, ela mandou instalar uma águia decorativa na proa do Imperator, então na sua fase de conclusão, para poder ganhar alguns metros a mais de comprimento e superar a embarcação britânica.
Do ponto de vista externo, o navio retomou características da silhueta do Mauretania, porém de maneira revisada e ampliada, especialmente em relação às chaminés vermelhas com aro preto no topo. O Aquitania foi o décima segunda embarcação da história a possuir quatro chaminés e a última delas a servir na rota transatlântica. Ao contrário de outros navios do tipo, a última chaminé do Aquitania não era falsa e servia para evacuar a fumaça produzida nas salas das caldeiras. Sua superestrutura era pintada de branco com o objetivo de contrastar com seu casco preto, com a falta de um castelo da proa mais elevado lhe dando um visual um pouco mais imponente Na popa, os conveses superiores da superestrutura eram perfurados por grandes aberturas na altura do convés de passeio.
Assim como seus dois irmãos, o Aquitania era impulsionado por quatro hélices de quatro lâminas cada movidas por turbinas alimentadas pela queima de carvão em caldeiras, convertido depois para queima de petróleo em 1920. Seu casco era dividido em vários compartimentos estanques, projetados para que o navio continuasse flutuando com até cinco compartimentos seguidos inundados. Um casco duplo protegia a porção central do Aquitania, principalmente nas áreas das caldeiras e dos depósitos de combustível.

### Instalações

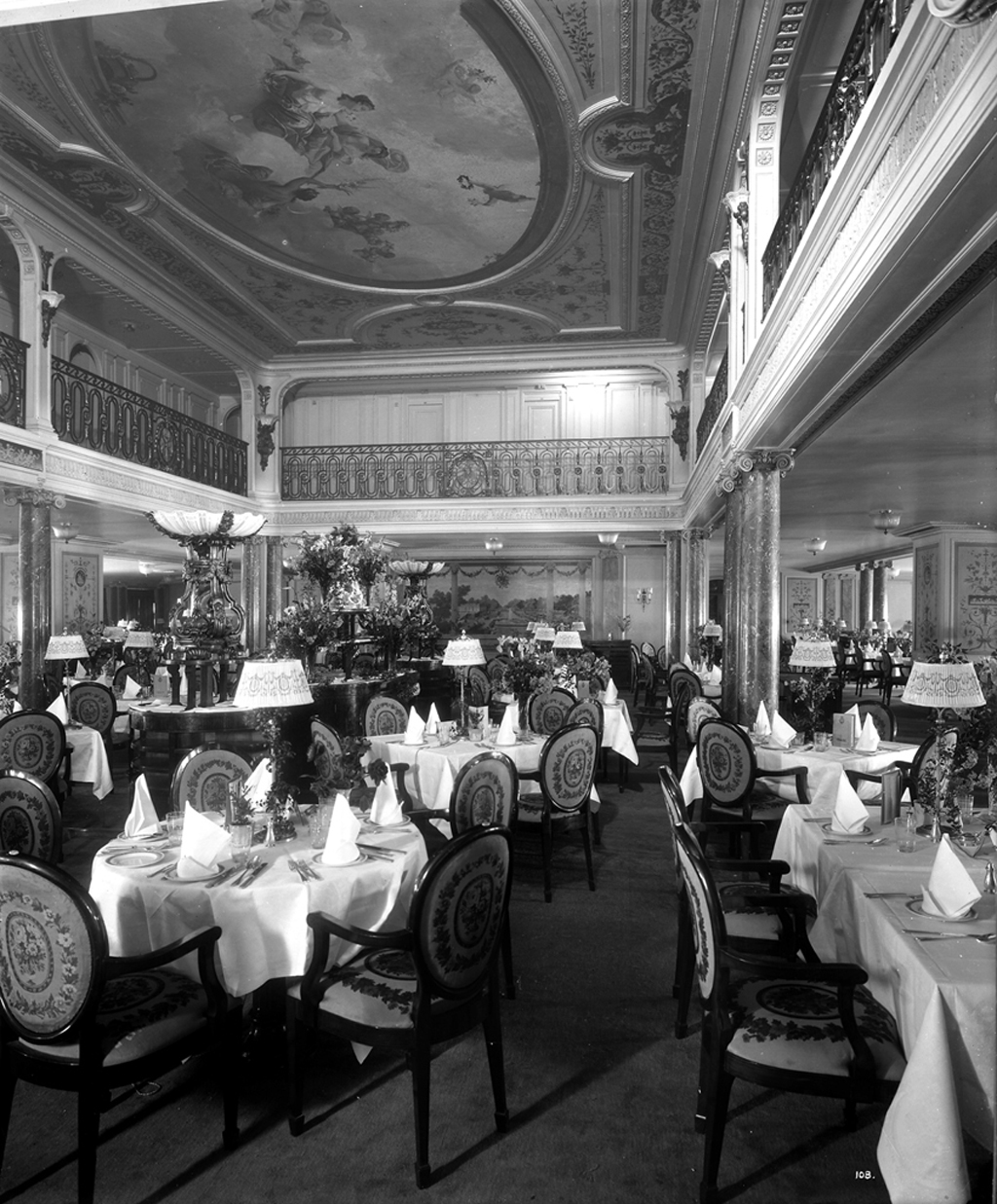
O salão de jantar da primeira classe do Aquitania no estilo Luís XVI.

Ao ser lançado, o Aquitania podia transportar 3 230 passageiros: 618 na primeira classe, 614 na segunda e 1 198 na terceira. Sua reforma de 1926 reduziu esses números para um total de 2 200 passageiros: 610 pessoas na primeira classe, 950 na segunda e 640 na chamada classe "turística". As especificações originais diziam que a embarcação também contava com 972 tripulantes, porém esse número às vezes chegava em aproximadamente 1 100 durante seus primeiros anos de serviço comercial e por volta de oitocentos na época da queda da imigração e conversão para o petróleo como combustível, em meados da década de 1920.
O Aquitania foi decorado de maneira luxuosa, o que depois acabou lhe rendendo o apelido de "Navio Lindo". Todas as instalações foram o trabalho de Arthur Joseph Davis e seu sócio Charles Mewes. A primeira classe oferecia várias áreas comuns, incluindo um grande salão no estilo palladiano, uma sala de estar, dois jardins de inverno, duas salas de correspondências e uma sala de fumar. Além disso, também havia um grande salão de jantar decorado no estilo Luís XVI e uma churrasqueira. Ainda havia uma piscina coberta e um ginásio. Por volta de maio de 1912 ainda durante a construção, a Cunard acabou decidindo retirar os banhos turcos que haviam originalmente sido planejados e que estavam presentes em seus rivais da Classe Olympic.
Os passageiros da segunda classe tinham a sua disposição um salão de jantar, vários salões, um café com varanda para o mar e um ginásio, instalações únicas para esta classe em especial a bordo de um navio britânico. Já os passageiros de terceira classe também tinham acesso a várias áreas comuns e um convés de passeio coberto, além de três casas de banho. As cabines do Aquitania ofereciam grande conforto: a primeira classe tinha oito suítes de luxo nomeadas a partir de pintores famosos, com muitas outras cabines possuindo casas de banho próprias (algo ainda raro na época). Os alojamentos da segunda classe eram mais amplos do que a média, destinadas a acomodar dois, três e até quatro passageiros. As cabines da terceira classe eram menores do que outros navios do período, chegando a acomodar até seis pessoas.
Ao longo de seus 35 anos de carreira, o Aquitania passou várias por reformas que adicionaram ou removeram certas instalações. Por exemplo, um teatro e cinema foram construídos durante a reforma de 1932–33, enquanto os espaços da classe turística foram reorganizados na década de 1920 a fim de fornecerem maior conforto.

## História

### Início de carreira

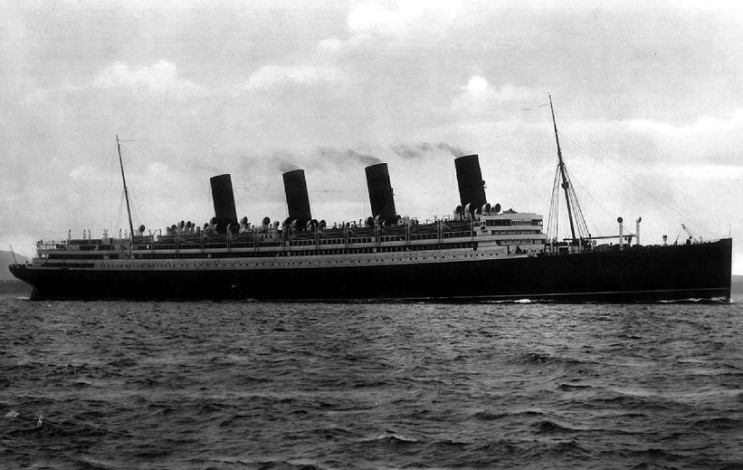
O Aquitania em 1914.

O Aquitania partiu para sua viagem inaugural de Liverpool para Nova Iorque no dia 30 de maio de 1914 sob o comando do capitão William Thomas Turner, comodoro da Cunard Line e que no ano seguinte comandou o Lusitania quando este foi torpedeado por um submarino e afundou. O evento chamou atenção porque duas semanas antes o alemão SS Vaterland, o maior navio do mundo até então, tinha entrado em serviço. Sob essas condições a viagem do Aquitania foi pintada pela imprensa britânica como uma corrida de prestígio moral para o país. Entretanto, todo o evento acabou ofuscado pelo naufrágio do canadense RMS Empress of Ireland um dia antes após colidir com o norueguês SS Storstad no rio São Lourenço, perto do vilarejo de Rimouski, com mais de mil pessoas perdendo a vida. Mesmo assim, apesar de todo furor causado pelo desastre, nenhum passageiro cancelou de última hora sua viagem no Aquitania.
Para sua primeira viagem, a embarcação deixou Liverpool com 1 055 passageiros, um terço de sua capacidade total. Uma certa superstição da época dizia que era má sorte estar em um navio em sua viagem inaugural. Mesmo assim a travessia satisfez a tripulação e a Cunard: o Aquitania mostrou-se estável e conseguiu manter uma velocidade média de 23 nós, levando ainda em consideração que precisou reduzir a velocidade por cinco horas por causa de neblina e um campo de icebergs. Por um breve período suas máquinas foram capazes de alcançar 25 nós. Além disso, o consumo de carvão foi menor do que no Lusitania e Mauretania. Os passageiros aproveitaram a viagem e o navio chegou em Nova Iorque no dia 5 de junho sem nenhum grande incidente. Na volta para Liverpool, o Aquitania transportou 2649 pessoas, um recorde para um navio britânico, chegando em 16 de junho.
Ao voltar para o Reino Unido o navio passou por pequenas modificações levando em contas as observações feitas durante suas duas travessias inaugurais, algo muito comum para navios novos. Duas outras ida e volta ocorreram na segunda quinzena de junho e no início de julho, com ambas também sendo grandes sucessos. O engenheiro Leonard Paskett participou da segunda viagem a fim de observar quaisquer defeitos. Esses dois meses mostraram-se bem satisfatórios; ao final dos seis cruzamentos, o Aquitania tinha transportado ao todo 11 208 passageiros, com uma média de 1 868 pessoas por travessia. Sua carreira comercial acabou interrompida abruptamente pelo início da Primeira Guerra Mundial em agosto de 1914 e o navio só retornaria para o serviço comercial seis anos depois.

### Primeira Guerra

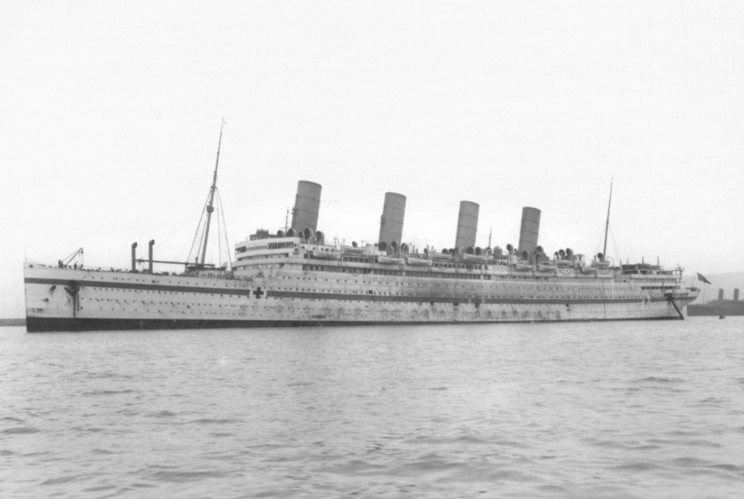
O Aquitania como navio hospital, 1916.

O Aquitania foi oficialmente requisitado pela Marinha Real Britânica em 5 de agosto de 1914 com o objetivo de transformá-lo em um cruzador auxiliar para lutar na guerra. A partir do dia 8 seus elementos decorativos começaram a ser retirados e armas foram instaladas, com ele logo sendo colocado em patrulha da costa britânica. Em 22 de agosto, a embarcação acabou se envolvendo em uma colisão não muito séria com outro navio menor. Pouco tempo depois ficou claro para a marinha que grandes navios como transatlânticos não eram adequados para a função de cruzadores auxiliares, já que consumiam muito combustível, eram muito grandes e de manobrabilidade limitada quando comparada a navios propriamente de guerra. O Aquitania acabou devolvido para a Cunard um mês depois em 30 de setembro, sendo desarmado e passando por alguns reparos. O navio permaneceu atracado por causa do perigo e da falta de demanda para viagens comerciais.
Ele foi requisitado novamente na primavera de 1915 para servir como navio de transporte de tropas para Dardanelos no Império Otomano. Por volta de trinta mil homens foram transportados até o local a bordo do Aquitania entre maio e agosto do mesmo ano. Sua velocidade lhe permitiu escapar de um torpedo disparado por um u-boot alemão em uma de suas travessias, diferentemente de seu irmão Lusitania que havia sido torpedeado e naufragado apenas alguns meses antes. A Campanha de Galípoli acarretou várias baixas para a Tríplice Entente e logo o Aquitania foi transferido para ser um navio hospital. A embarcação foi transformada para poder receber até 4 200 pacientes e começou a exercer sua nova função em setembro de 1915, logo sendo acompanhado pelo seu irmão Mauretania e pelo Britannic da White Star Line. Seus serviços não foram mais considerados necessários em abril de 1916 após o fim das batalhas em Dardanelos, porém acabou requisitado mais uma vez em julho do mesmo ano. Entretanto, Aquitania só conseguiu voltar ao mar em novembro devido a problemas burocráticos. Após o naufrágio do Britannic em novembro de 1916 (creditado pela imprensa britânica a um torpedo alemão) e outros incidentes envolvendo navios hospitais, a Marinha Real começou a ver esse tipo de embarcação como alvos em potencial, retirando-os do mar. O Aquitania assim passou todo o ano de 1917 atracado no Solent. Por volta de 25 mil feridos foram transportados a bordo durante seus poucos meses de serviço.

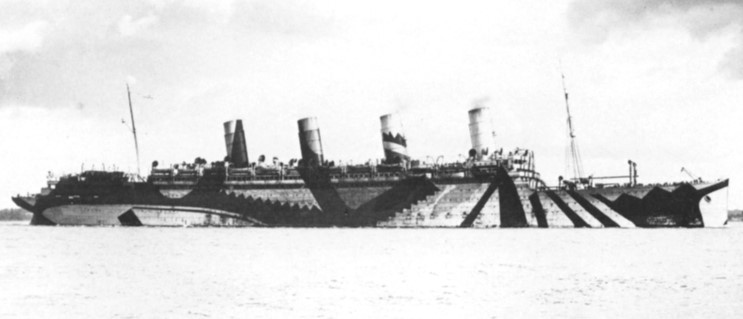
O Aquitania como transporte de tropas, 1918.

O navio voltou para o mar em 1918 como transporte de tropas entre o Reino Unido e a América do Norte. O Aquitania foi todo pintado com uma camuflagem estilo Dazzle: um conjunto de formas geométricas que tinham o objetivo de quebrar a silhueta da embarcação e assim dificultar a determinação de sua rota e distância por parte de submarinos inimigos. Ele foi reformado novamente, desta vez para poder transportar aproximadamente oito mil homens. O Aquitania realizou nove viagens nesta função e transportou ao todo por volta de sessenta mil soldados. Foi neste período que a embarcação se envolveu em um dos acidentes mais graves de sua vida, quando colidiu no dia 9 de outubro com o contratorpedeiro USS Shaw. A colisão destruiu a ponte do navio norte-americano e o incendiou parcialmente, com doze homens morrendo.
A guerra terminou oficialmente em novembro de 1918 e o Aquitania foi dispensado do serviço militar no mês seguinte, porém continuou no serviço governamental até 1919 realizando viagens entre Southampton e Nova Iorque para levar soldados de volta para casa. Em dezembro ele foi oficialmente devolvido para a Cunard e levado para os estaleiros da Armstrong Whitworth em Newcastle upon Tyne. Seus motores de combustão a carvão foram substituídos pela queima de petróleo, reduzindo bastante o número de tripulantes necessários para operar sua casa de máquinas. Todos os seus elementos decorativos também foram reinstalados a fim de restaurá-lo para sua aparência original pré-guerra.

### Volta ao serviço

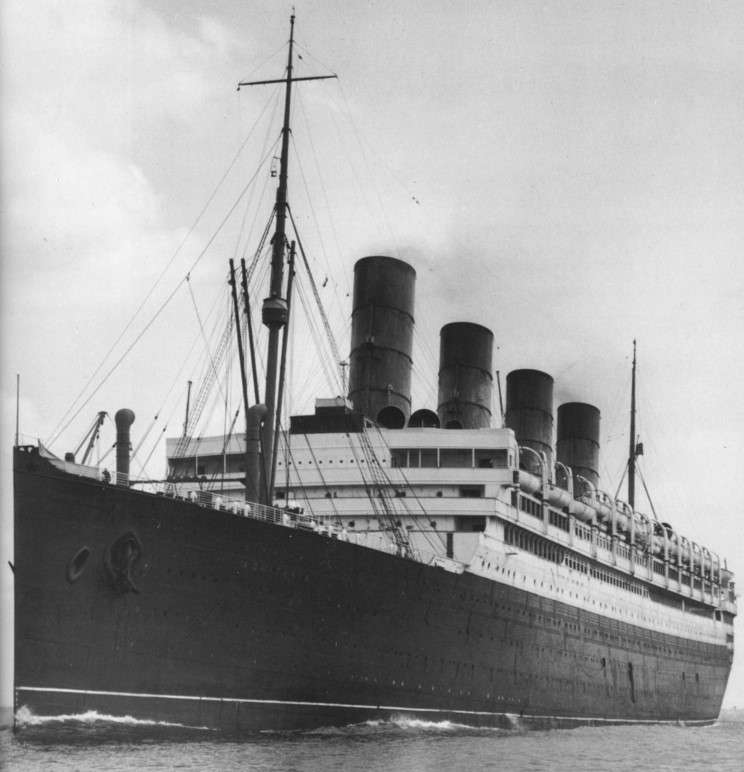
O Aquitania após as modificações de 1920.

O Aquitania voltou para o serviço comercial em 17 de julho de 1920, partindo de Liverpool. Sua volta era aguardada com muita expectativa e 2433 passageiros embarcaram na viagem. A travessia foi um grande sucesso, com o navio conseguindo manter uma boa velocidade, comprovando que o óleo combustível era muito mais barato que o carvão. Mesmo assim houve um acidente em que um tubulação explodiu e matou um dos tripulantes da sala de máquinas. Os meses seguintes mostram-se ainda mais promissores, apesar de uma greve dos comissários de bordo em maio de 1921 que provocou alguns incidentes a bordo durante uma travessia. O Aquitania acabou se tornando o principal navio da Cunard no início da década, já que o Lusitania tinha sido perdido na guerra e o Mauretania havia sido retirado do serviço para uma reforma após um incêndio em um de seus conveses. Dessa maneira 1921 foi um bom ano para a embarcação, estabelecendo um recorde de sessenta mil passageiros transportados no total. O Mauretania voltou para o serviço no ano seguinte junto com o RMS Berengaria, antigo navio alemão SS Imperator da Hamburg-Amerika que foi entregue para a Cunard como uma compensação de guerra. Juntos eles formaram os "Três Grandes" da empresa, que rivalizavam com o trio da White Star Line formado pelo RMS Olympic, RMS Homeric e RMS Majestic, os dois últimos também sendo compensações alemãs de guerra e que entraram em serviço em 1922.
No entendo, a primeira metade da década de 1920 testemunhou uma tendência cada vez menos favorável para os grandes navios transatlânticos. Após a guerra os Estados Unidos colocou limitações e restrições em suas políticas de imigração, fazendo com que aos poucos o número de passageiros de terceira classe diminuísse. Em 1921 o Aquitania transportou aproximadamente 26 mil passageiros na terceira classe apenas, porém esse número caiu para por volta de 8 200 em 1925. A tripulação, que já havia diminuído pela alteração do combustível, foi reduzida mais ainda para 850 pessoas. Mesmo com o número de passageiros de primeira e segunda classe ainda mantendo-se estáveis, o navio começou a operar com perda de dinheiro. A terceira classe era a chave para a rentabilidade da embarcação e assim a Cunard resolveu se adaptar. A essa altura ela já estava gradualmente se tornando uma "classe turística" e a empresa começou a oferecer serviços convenientes a preços mais baixos. O Aquitania então passou por uma grande reformulação em 1926, que modificou as condições das cabines e reduziu drasticamente o número total de passageiros para 2 200.
O período também abriu chances de prosperidade. O navio se beneficiou particularmente da Lei Seca, com muitos norte-americanos embarcando para poderem beber álcool. Essa foi uma época tranquila para o Aquitania, com os maiores incidentes sendo principalmente tempestades. O mais sério ocorreu em 15 de julho de 1928 quando o comodoro sir James Charles, oficial comandante da embarcação, desmaiou a bordo devido a uma hemorragia e morreu pouco depois. O navio continuou a fazer sucesso após reformas e voltou a operar em grandes lucros. Ele passou por mais modificações em 1929 que adicionaram casas de banho para todas as cabines da primeira classe, além de modificações nas acomodações das outras classes. As alterações foram eficazes e o número de passageiros aumentou. O Aquitania permaneceu  popular com o público apesar de seus quinze anos de serviço, a competição de outros navios mais novos como o alemão SS Bremen e os planos da Cunard para a construção de navios maiores e mais modernos.

### Grande Depressão

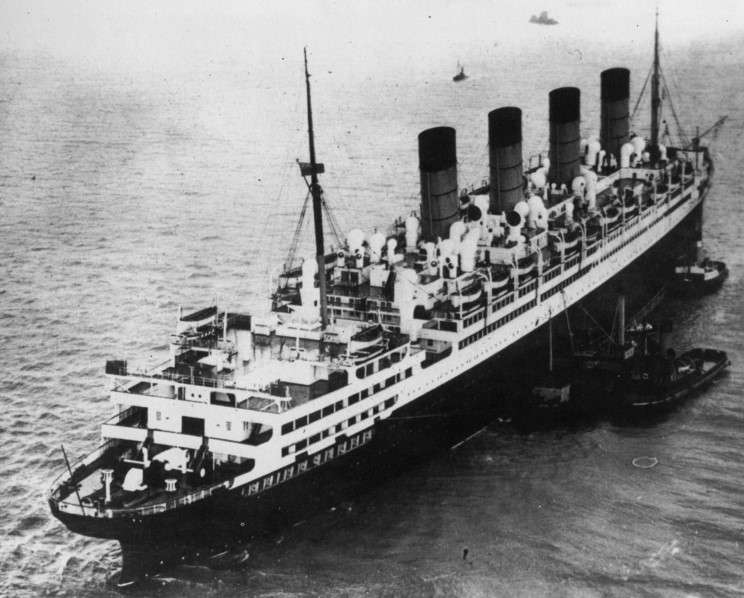
O Aquitania encalhado em Thorne Knoll perto de Southampton, 10 de abril de 1935.

A Quebra da Bolsa de Valores de Nova Iorque em 1929 custou muito às companhias de navegação, que viram seus clientes diminuírem drasticamente junto com os lucros. Para tentar enfrentar as perdas a Cunard decidiu baixar os preços e ao mesmo tempo agendar cruzeiros baratos que até então estavam se mostrando cada vez mais populares, especialmente no Aquitania. Outro problema era o sucesso do Bremen e do SS Europa da alemã Norddeutscher Lloyd, que em 1929 e 1930 respectivamente conquistaram a Flâmula Azul de viagem transatlântica mais rápida. Os alemães fizeram tanto sucesso que em 1932 transportaram praticamente o mesmo número de passageiros que os três grandes da Cunard juntos. Esses fatores acertaram o Aquitania violentamente: das quase trinta mil pessoas que levou em 1929, esse número caiu para treze mil em 1934. Mesmo assim a embarcação manteve-se popular e foi o terceiro navio mais movimentado de 1930, atrás apenas dos alemães.
A fim de manter o navio em boa forma e atraente aos passageiros, a Cunard fez o Aquitania passar por uma nova reforma na virada de 1932 para 1933 que modificou e adicionou várias instalações, dentre elas um teatro. Ao mesmo tempo a empresa estava construindo o RMS Queen Mary com o objetivo de modernizar sua frota. Entretanto, a Grande Depressão dificultou o financiamento para as obras e a Cunard acabou se fundindo em 1934 com sua rival White Star Line, criando a Cunard-White Star Line, para poder completar seu navio, que finalmente entrou em serviço em 1936. No ano anterior o número de passageiros já havia começado a se recuperar um pouco, melhorando a situação do Aquitania. Um ligeiro transtorno manchou um pouco essa recuperação: em 10 de abril do mesmo ano o navio encalhou em Throne Knoll perto de Southampton, porém foi liberado rapidamente sem grandes danos para ele e os rebocadores.
A fusão da Cunard com a White Star colocou muitos navios em situações delicadas, já que a empresa tinha um excedente de transatlânticos. Os mais antigos, o Mauretania e o Olympic, foram imediatamente tirados de serviço, com o Majestic e depois o Aquitania aparentemente sendo os próximos. Porém, a chegada do Queen Mary não foi o suficiente para a aposentadoria do mais velho já que mesmo assim ele ainda se manteve mais popular e rentável que seus companheiros. O Majestic foi vendido para a Marinha Real em 1936 enquanto o Berengaria completou o trio principal durante um período. Este último foi retirado em 1938 após um incêndio, com a imprensa especulando que a vez do Aquitania chegaria em 1940 com a estreia do RMS Queen Elizabeth. O desempenho do navio continuou bom em seus últimos anos e ele ainda satisfazia a empresa: a temporada de 1939 teve um aumento no número de passageiros. No entanto, o Aquitania já estava com 26 anos de idade e a vida estimada de um navio na época era de 25 anos.

### Segunda Guerra

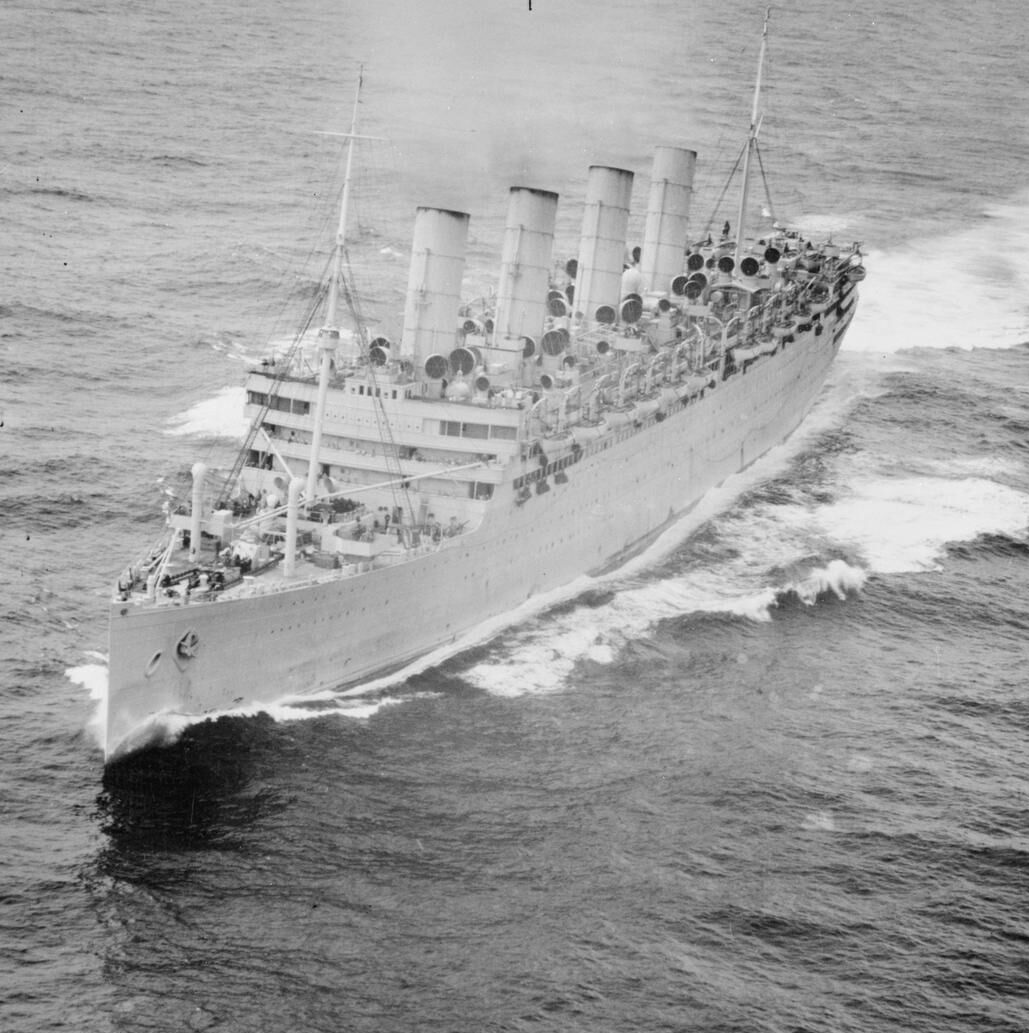
O Aquitania na Segunda Guerra Mundial.

O Aquitania estava aguardando ordens em Nova Iorque junto com o Queen Mary, Queen Elizabeth e SS Normandie quando a Segunda Guerra Mundial começou em setembro de 1939. O navio rapidamente voltou para Southampton e realizou uma ida e volta ainda em serviço comercial. Em 10 de outubro a Cunard-White Star recebeu ordens de manter seus navios no porto em caso de uma possível requisição por parte da Marinha Real, com a convocação do Aquitania ocorrendo em 18 de novembro. Ele partiu dez dias depois em um comboio para Halifax, retornando com um grande contingente de tropas canadenses. A viagem de volta foi marcada por um acidente: o RMS Samaria não havia sido bem informado e acabou acidentalmente indo parar no meio do comboio, colidindo com o Aquitania e causando pequenos danos. O navio continuou no transporte de soldados canadenses até fevereiro de 1940, sendo em seguida enviado para uma doca seca onde a Cunard-White Star esperava mantê-lo em segurança. No entanto, o governo britânico o requisitou novamente para recolher tropas na África do Sul, Austrália e Nova Zelândia.
Pelos anos seguintes o Aquitania viajou pelo mundo transportando tropas para dentro e fora das zonas de combate, passando por lugares como Singapura, Bombaim e Rio de Janeiro. De forma geral ele transportava aproximadamente três mil soldados por viagem, porém em uma ocasião chegou a levar por volta de sete mil. Essas atividades eram ocasionalmente pontuadas por incidentes que perturbavam a rotina de transporte; por exemplo, em novembro de 1941, ele salvou os sobreviventes do cruzador auxiliar alemão Kormoran, que havia afundado após travar uma batalha com o cruzador rápido australiano HMAS Sydney.
Com o final da guerra em setembro de 1945, o Aquitania transportou milhares de soldados de volta para suas casas na Austrália e Canadá. Durante todo o seu serviço militar na guerra, a embarcação transportou um total de 380 mil homens e viajou por 805 mil quilômetros ao redor do globo.

### Fim de carreira
O navio voltou para a Cunard-White Star em 1948 e foi submetido a uma revisão para restaurá-lo a uma condição adequada para o transporte de passageiros. A empresa e o governo canadense firmaram um acordo, com o Aquitania sendo preparado para levar 1 100 imigrantes e 650 passageiros de primeira classe. As condições mesmo assim ficaram precárias: as reformas foram rápidas e superficiais a fim de permitir seu retorno imediato. Ele transportou ao longo do ano um grande número de passageiros, principalmente mulheres que soldados canadenses desposaram durante seu tempo na Europa e seus filhos. O contrato foi renovado em 1949 e os números foram satisfatórios.
Entretanto, ficou claro ao final de 1949 que o Aquitania, apesar de toda sua popularidade, era um navio velho e ultrapassado. Algumas histórias inclusive diziam que um teto havia desabado deixando um piano cair no convés inferior. Entretanto, esse relato não é corroborado por nenhuma fonte da época. Ele estava em mau estado geral e em dezembro os inspetores da Junta Comercial britânica concluíram que a embarcação só poderia continuar em serviço se passasse por uma enorme reforma completa. A Cunard-White Star chegou a conclusão que após 35 anos de carreira, dez a mais do que o previsto, gastos extras com o Aquitania seriam inúteis.
O navio assim foi vendido por 125 mil libras para a British Iron and Steel Corporation, sendo levado para a base naval de HMNB Clyde a fim de ser desmontado e vendido como sucata. Os trabalhos demoraram quase um ano e só foram perturbados por um incêndio em outubro de 1950. Em sua longa carreira, uma das mais longas para um transatlântico na história, o Aquitania transportou mais de um milhão de passageiros e viajou por mais de 4,8 milhões de quilômetros.